# Leporinus arcus
Leporinus arcus är en fiskart som beskrevs av Eigenmann 1912. Leporinus arcus ingår i släktet Leporinus och familjen Anostomidae. Inga underarter finns listade i Catalogue of Life.